# Dominika Spaar
Dominika Spaar OSE (* 7. Juni 1911 in Harthausen, Landkreis Friedberg (Bayern); † 14. April 2007 in Neuburg an der Donau) war Generaloberin der Elisabethinerinnen.

## Leben
Sophie Spaar trat am 1. März 1932 in das Elisabethinerinnenkloster St. Elisabeth in Neuburg an der Donau ein. Gemeinsam mit ihrer Schwester Maria, die dem Orden vor ihr beigetreten war, wurde sie am 23. Juni 1934 eingekleidet; die Schwestern legten dann am 24. Juli 1935 ihre zeitliche und am 26. Juli 1938 ihre ewige Profess ab. Danach wirkte sie in einem Stift für Behinderte in Lauingen (Donau). In der Zeit des Nationalsozialismus trat sie beschützend vor ihre Schützlinge. Von 1953 bis 1965 war sie Oberin des Stifts. Von 1965 bis 1978 war sie Generaloberin ihres Ordens mit Sitz im Mutterhaus in Neuburg. Von 1978 bis 1990 war sie Generalvikarin. Auch ihren Lebensabend verbrachte sie in Neuburg.

## Auszeichnungen
- 1983: Bundesverdienstkreuz am Bande